# L'Ordre de tuer
L'Ordre de tuer (titre original : The Kill Order) est le premier roman de la série Avant le labyrinthe écrite par James Dashner et constitue une des deux préquelles de la série L'Épreuve. Ce roman de science-fiction a été publié pour la première fois aux États-Unis en 2012,  puis est paru en France en 2015.

## Résumé
Le roman débute en Caroline du Nord. La Terre est touchée par de graves éruptions solaires déclenchant de nombreux problèmes (sécheresse, etc.). Les gens sont atteints par une maladie nommée Braise, qui se développe dans le cerveau et les consume. 
Elle les oblige à quitter leurs villes pour s’installer dans des endroits plus éloignés. La ville où se trouvent Mark, Trina, Lana et Alec est attaquée par un engin volant, un Berg. Dans celui-ci, des hommes en combinaison verte, qui lancent des fléchettes mortelles. Pour échapper à la maladie Mark, Trina, Alec et Lana partent. Durant leur fuite, ils rencontrent une fillette, Deedee âgée d'environ 5 ans ayant subi le même sort qu'eux. 
Lors d'un feu de forêt déclenché par des personnes atteintes de la maladie, le groupe est séparé. Plus les héros tentent de se retrouver, plus ils s'éloignent, mais ils découvrent les réponses à leurs questions.